# Otto Bruderer
Otto Bruderer (* 17. März 1921 in Teufen; † 5. Juli 1992 in ebenda; heimatberechtigt Speicher) war ein Schweizer Bauunternehmer, Kantonsrat und Regierungsrat aus dem Kanton Appenzell Ausserrhoden.

## Leben
Otto Bruderer war ein Sohn von Jakob Bruderer. Im Jahr 1949 heiratete er Mina Höhener, Tochter von Robert Höhener, Landwirt. Er besuchte Schulen in Teufen AR. Das Technikum Winterthur schloss er mit dem Diplom als Hochbautechniker ab. Im Jahr 1949 wurde er eidgenössisch diplomierter Baumeister. Bruderer schlug eine fast identische Laufbahn wie sein Vater ein. Er arbeitete als Bauführer im väterlichen Geschäft. Dieses übernahm er im Jahr 1958. 
In Teufen AR sass er von 1955 bis 1961 im Gemeinderat. In Ausserrhoden amtierte er ab 1962 bis 1967 als freisinniger Kantonsrat. Von 1967 bis 1980 gehörte er dem Regierungsrat rat an. In dieser Funktion leitete er von 1967 bis 1980 die Assekuranzdirektion, ab 1967 bis 1972 die Sanitätsdirektion und von 1972 bis 1980 die Finanz- und Steuerdirektion. Er hatte ab 1968 bis 1971, von 1972 bis 1975 und ab 1978 bis 1980 das Amt des Landammanns inne. 
Er gehörte von 1966 bis 1991 dem Verwaltungsrat der Säntis-Schwebebahn an. Diesen präsidierte er ab 1977 bis 1989. Ab 1981 war er auch dessen Delegierter. Er sass von 1975 bis 1980 im Verwaltungsrat der Schweizerischen Rheinsalinen und ab 1972 bis 1983 im Verwaltungsrat der st. gallisch-appenzellischen Kraftwerke, von 1972 bis 1983 als Vizepräsident. Ebenfalls war er ab 1973 bis 1985 Mitglied des Verwaltungsrats der Nordostschweizerischen Kraftwerke (NOK). Er stand dem Appenzellischen Baumeisterverbands von 1961 bis 1968 und der Prüfungskommission des Schweizerischen Baumeisterverbands in den Jahren 1964 bis 1968 als Präsident vor. Er war Oberstleutnant der Genietruppen.